# Faro de Cabo Mondego
El Faro de Cabo Mondego (en portugués: Farol do Cabo Mondego) es un faro situado en el Cabo Mondego, freguesia de Buarcos, municipio de Figueira da Foz, distrito de Coímbra, Portugal.

## Historia
Su construcción fue ordenada por orden del Tribunal del Tesoro Público del 8 de agosto de 1835 retrasándose el comienzo de las obras hasta 1855. El ingeniero Gaudencio Fontana, que estaba a cargo del Servicio de Faros de Portugal desde 1847, se encargó de las obras concluyeron en 1858. Tenía una torre de casi 18 metros de altura, una óptica de 2º orden y estaba alimentado con aceite y emitía una luz blanca fija. En 1902 le fue cambiada su óptica a una de 3.er orden y su característica también fue cambiada a grupos de 2 destellos de luz blanca. En 1916 se decidió la construcción de un nuevo edificio para alojar el faro algo más al norte del antiguo del que quedan algunas ruinas.
El nuevo faro entró en servicio en 1922. Fue equipado con una nueva óptica de 3.er orden de 500 mm de distancia focal procedente del faro de Penedo da Saudade y emitía destellos de luz blanca cada 7,5 segundos con un alcance de 29 millas náuticas. En 1928 la iluminación del faro pasó a ser de incandescencia por vapor de petróleo. En 1941 fue electrificado e instalada una lámpara de incandescencia eléctrica de 3000 w pasando el anterior sistema a actuar como reserva. También fue instalada una señal sonora que actuaba mediante una trompa de aire comprimido, que fue sustuida por otra en 1953. En 1950 fue instalado un radiofaro que fue descartado en 2001 por no ser ya útil para la navegación. En 1982 el antiguo sistema de rotación mediante un mecanismo de relojería fue sustituido por un motor eléctrico, aprovechándose para cambiar la lámpara de nuevo instalando una de 1000 w, automatizádose el faro en 1988.

## Características
El faro un destello de luz blanca de 0,2 segundos en un ciclo de 5 s. Tiene un alcance nominal nocturno de 28 millas náuticas.